# Кози грамади
Античният архитектурен комплекс в района на връх Кози грамади (1100 метра надморска височина) е Групов паметник от Национално значение. Обектът е интерпретиран от археолога Иван Христов като резиденция (тюрзис) на владетел на Одриското Царство. Древният градеж отстои на около 20 km от сегашното село Старосел и на 22 km от град Хисаря. Обектът датира от V-IV век пр. Хр., разположен е на площ от приблизително 8 декара и се намира в Средна гора, на 20 km северно от подмогилните храмове в Старосел. Комплексът включва няколко монументални сгради, опасани с крепостна стена в квадров градеж. Централната постройка е внушителна резиденция на владетел. Намерени са много монети от тракийските царе Терес II, Котис I и Амадок I, както и двойна брадва (лабрис), символ на царската власт у траките одриси.

## Описание и особености
Връх Кози грамади представлява висока скална пирамида издължена в посока северозапад-югоизток. Върхът е обрасъл с гъста широколистна гора. Изключение правят южните му склонове, които са характерни със стръмни скали, спускащи се от най-високата точка на върха с денивелация от 400 m. На площ повече от 100 хектара в посочената част на Същинска Средна гора при теренни наблюдения между 2000 и 2010 г. са регистрирани различни по вид археологически паметници – крепост, укрепена владетелска резиденция, скални светилища, могилни некрополи, кариери за добиване на строителен материал, неукрепени селища и пътни артерии.
Екипът от учени, ръководен от Христов, разкрива укреплението на връх Кози грамади, оградено от крепостни стени и кули, изградени от масивни квадри, през 2010 г. Стените следват релефа на терена и минават по най-непристъпните места, което през древността е улеснявало отбраната. Основен и определящ акцент в тази крепост, оцеляла над 2400 години, е резиденцията на тракийския владетел. Застроената площ на тюрзиса е от 104 m² и е изграден от прецизно напаснати дялани камъни.
Съществен елемент от двореца е неговият вход, обърнат към долината. От него се разкрива уникална панорама, обхващаща хиляди квадратни километра видим „долен“ свят, където и най-малката диря прах от конник или войска би била забележима навреме, за да се вземат адекватни мерки за отбрана. За подовата настилката е използвана строителна керамика с тъмно червен цвят.

## Археологическо проучване
Археологическите паметници на връх Кози грамади са първоначално регистрирани от К. Кисьов, който накратко описва, след проведени теренни обходи, крепост на площ от 2,5 декара. Според Кисьов на върха се откриват материали от Късноатичната епоха и Средновековието. В южната част на върха ученият забелязва фрагменти от съдове и накити, характерни за Елинистическата епоха. Споменава се и за случайни находки на драхми от типа „Силен и нимфа“ както и бронзови
монети на Филип Македонски.
Разкопките на археологическия обект  започват още през 2005 година, когато е регистрирана иманярска инвазия на върха. През 2011 година е публикуван първият том от археологическите проучвания, а през 2012 година излиза и том II. Археолозите откриват фрагменти от златен нагръдник – царска инсигния, както и символната за траките, и непреходна за тяхната история и двойна брадва – лабрис. Тя също се свързва с царската власт, но често има и утилитарни функции, за което може да се съди от стенописи в гробниците от село Александрово (община Хасково) и село Вергина в Северна Македония.
Резиденцията съществува до 341 г. пр. Хр., когато е превзета от македонската армия на Филип II Македонски по времето на експанзията му на Балканския полуостров. Множеството върхове за копия, стрели и оловни тежести за прашка, открити по време на разкопките по в укреплението и по склоновете на хълма говорят за ожесточено сражение. Одрисите възвръщат контрола си над областта след смъртта на Александър Македонски и поделянето на империята му между диадохите.
В околността на връх Кози Грамади има редица неизследвани обекти като малка раннохристиянска базилика или една крепостна линия, вероятен аванпост откъм северната страна на двореца, който отстои на около 500 – 800 метра в южна посока. Откритията на археолога Иван Христов включват и над 20 светилища и скални слънчеви форми – Паралията, Слънцето, Космическата врата и др., доказателства за практикуването на култ към слънцето.
Според Христов тракийското селище вероятно е било една от столиците на тракийското Одриско царство (друга столица е Севтополис), а намерените от Георги Китов гробници край Старосел са били част от некропола на града. 
Проучванията на Кози грамади са възобновени през 2010 г. с научен ръководител Иван Христов и заместник ръководител Гавраил Лазов. Към екипа като консултанти участват Даниела Стоянова (СУ „Св. Климент Охридски“) и Христо Попов (НАИМ при БАН). Обхватът на археологическите разкопки е разширен, като чрез преки наблюдения на терена, залагането на големи сондажи и проучването на цели квадрати (5 х 5 m.) до голяма степен е изяснена планировката на укрепения обект. Проучени са цели и части от 20 квадрата основно в югоизточната част на комплекса.
През 2010 г. при оглед на кариерите за добиване на огромните квадри, с които е изградена одриската царска резиденция под връх Кози грамади, екипът се натъква на скален обект, който може да се оприличи на скална гробница. Обектът наподобява естествена пещера и е разположен на трудно достъпно и забележимо място. Направеният на място анализ показва обаче, че се касае за грубо изсечен от
човешка ръка коридор в здрави гранитни скали. Входът на пещерата-гробница е висок 1,40 m. и има формата на пресечена пирамида. По своята форма входът на съоръжението се доближава до този на долмените от Странджа и Сакар планина. Коридорът – скосен във височина - има прилики с подмогилните гробници в Тракия. Пещерата-гробница завършва с тесен процеп, който е почти аналогичен на характерния завършек на пещерата-светилище „Утробата“ до с.Илиница (Източни Родопи).
Входът на пещерата-гробница е обърнат на изток. В преддверието археолозите откриват обработен скален блок и фрагменти от керамични съдове, които се датират най-общо от Ранножелязната епоха (XII – VI в. пр. Хр.). Според Христов скалната гробница не е била използвана за полагане на тленни останки, а по-скоро е посветителна. Обектът има сходство със замисъла на използване на подмогилните храмове в
землището на с. Старосел, където са извършвани мистериални ритуали в памет на починалите владетели на одрисите. Христов и екипът му разглеждат обекта като скално светилище, което е било в основата на традиция за почитане на целия връх Кози грамади.
През пролетта на 2011 г. са предприети теренни обходи за откриването на нови недвижими археологически ценности в билната част на Същинска Средна гора. Получените резултати обогатяват археологическата карта около Кози грамади и дават по-ясна представа за поселищния облик на планината през Късножелязната епоха.

## Исторически контекст
В този район на Същинска Средна гора, където е разположена и владетелската резиденция при връх Кози Грамади, при теренни наблюдения между 2002 г. и 2012 г. са регистрирани различни по вид археологически паметници (крепост, владетелска резиденция, скални светилища, могилни некрополи, кариери за добиване на строителен материал, неукрепени селища, пътни артерии). Този археологически комплекс не стои изолиран от паметниците, разположени в землището на село Старосел.
През късната Желязна епоха в околностите на днешното село е бил разположен селищен микрорайон с приблизителна площ 30 кв. km. Границите му са очертани на географски принцип и спорид концентрацията на археологически паметници. На запад той граничи от масива на Панина могила до Маньов дол; на север – връх Калето и м. Каменица; на юг – Гарванов камък и Рошавата могила; на изток – долината на река Кошовица.
Tази територия става известна благодарение на проучената от Георги Китов Четиньова могила.
Връзката между обектите в района на връх Кози грамади и тези, разположени в землището на Старосел, са паметниците, локализирани в местностите Брезина поляна и тези, разположени около туристически комплекс Бяло камъне. Иван Христов  доказва наличието на пътна връзка между подмогилните храмове и гробници от двете страни на Стара река, скалните светилища на Каменица и Марков камък със светилището и резиденцията на връх Кози грамади. Синхронното функциониране на повечето монументални паметници (подмогилни храмове и представителна постройка във владетелската резиденция на връх Кози грамади) е предпоставка учените да включат археологическите обекти на връх Кози грамади към големия селищен микро район, разположен между реките Красновска и Кошовица.

## Опазване и консервация
Величественият подмогилен храм в Четиньова могила, могилата Хоризонт, одриската владетелска резиденция и светилищата около връх Кози грамади образуват археологически ансамбъл.
През археологически сезон 2010 г. са екипът на Христов взема мерки за консервация на разкритите археологически структури, като е изготвено предписание за консервация от проф. Владимир Тодоров. Проведена е междуведомствена комисия, която определя защитена площ от 61 хектара.
Комплексът получава статут на „Групов паметник от Национално значение“ със заповед на министъра на културата Вежди Рашидов от 8 август 2012 г.
През лятото на 2014 г. кметът на гр. Хисаря Пенка Ганева обявява, че има проблем с опазването и консервацията на археологическия обект на връх Кози грамади. Мястото на дворцовата зала е обрасло с буйна растителност, храсти и дървета. Обектът се съсипва и от натиска на земните маси, натежали от поройните дъждове през пролетта. Засечено е изместване на центъра на парадния вход с около 20 градуса, унищожени са щерните за вода, системите от улеи и част от крепостната стена. В същото време мястото е трудно достъпно и не се охранява.